# Protège-nuque
Un protège-nuque (québecisme) ou un protège-cou peut désigner plusieurs équipements de protection :

## Humain

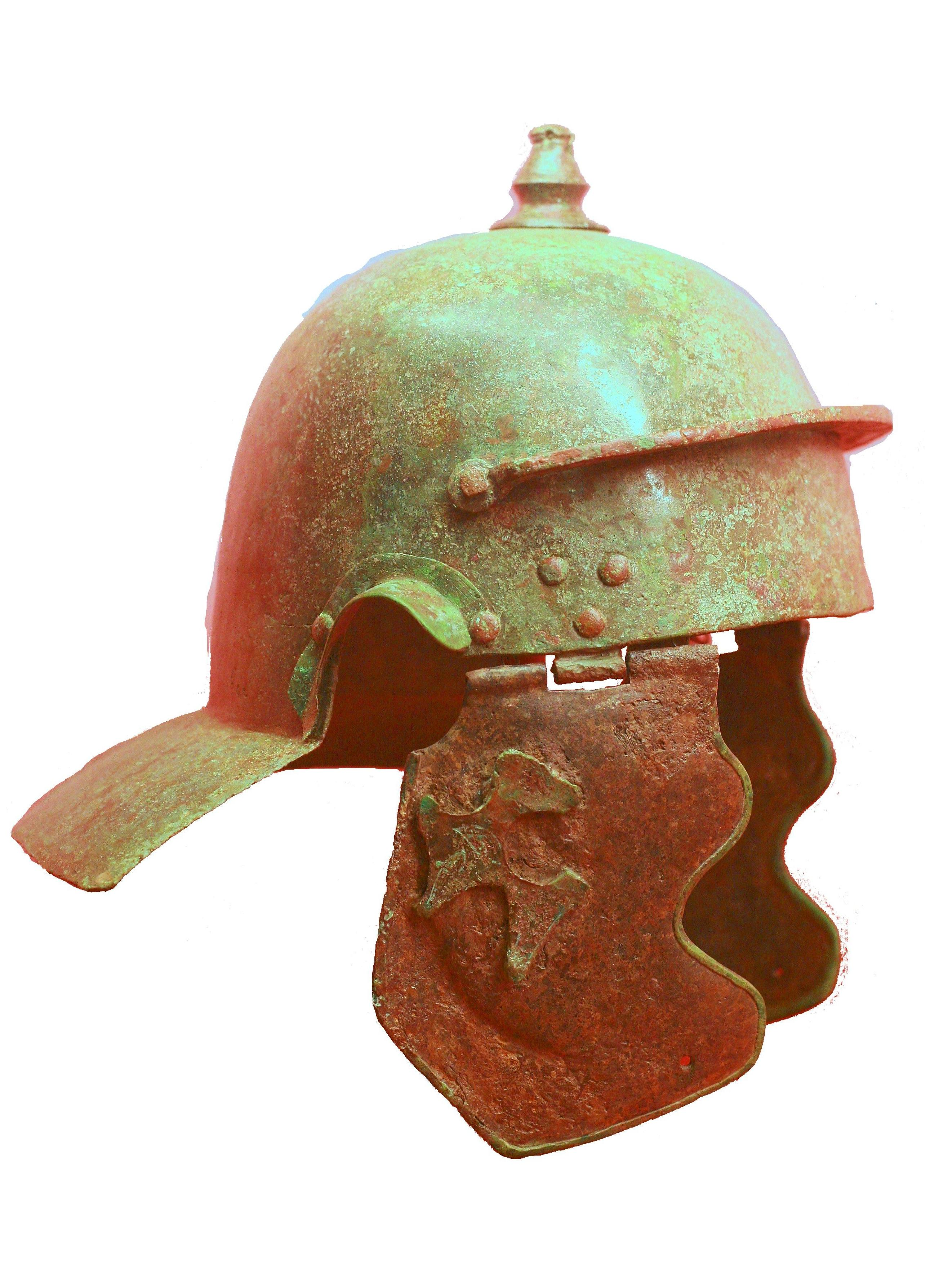
Casque Impérial-Gaulois avec couvre-nuque et paragnathides rivetés

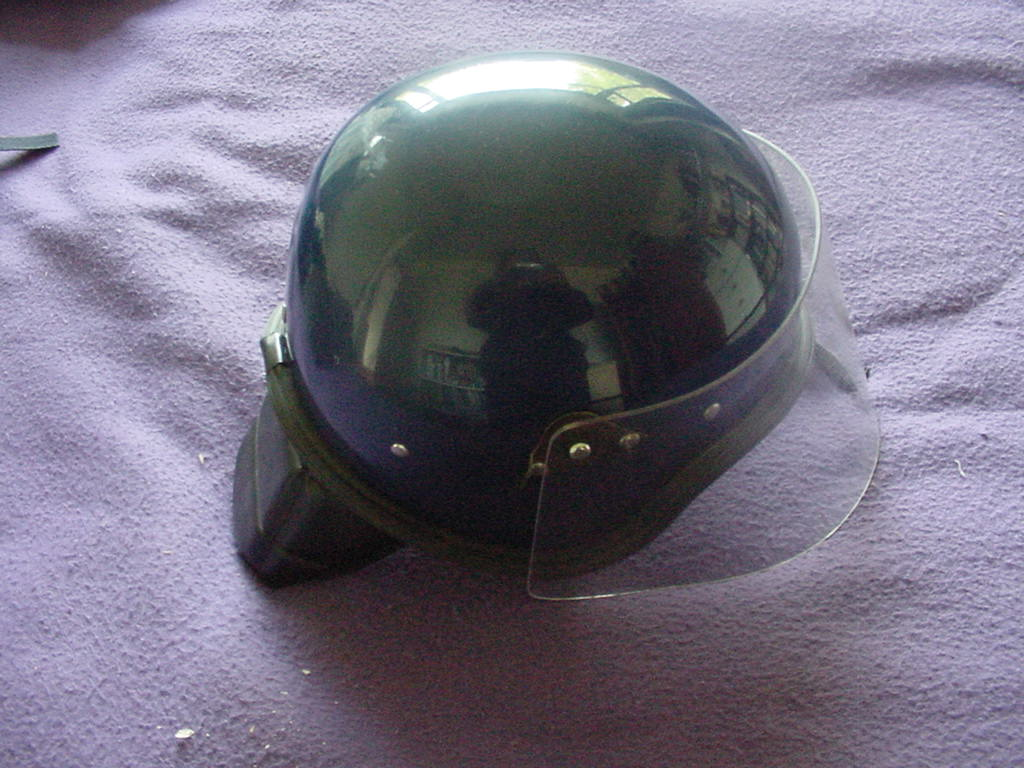
Un exemple de protège-nuque sur un casque pour le maintien de l'ordre

- Protège-nuque, couvre-nuque ou bavolet de nuque : désigne au Québec en équipement de protection individuelle, protecteur souple fixé sur un casque ou sur un masque de sécurité. Il protège généralement la nuque des travailleurs contre la chaleur intense ou les projections[3]
- Couvre-nuque : un protecteur rigide ou rembourré protégeant la nuque contre les impacts[4],[5]. En France, ce terme désigne davantage une protection contre le soleil ajoutée à un casque, képi ou chapeau[6].
- Protège-cou ou protège-gorge désigne au Québec un protecteur rigide ou rembourré protégeant la gorge de joueurs de hockey sur glace, de paintball ou autres sports[2]

## Animal
- Protège-nuque : un équipement en tissu ou en cuir et utilisé lors du transport des chevaux afin d'éviter les blessures lors d'un déplacement.

## Galerie

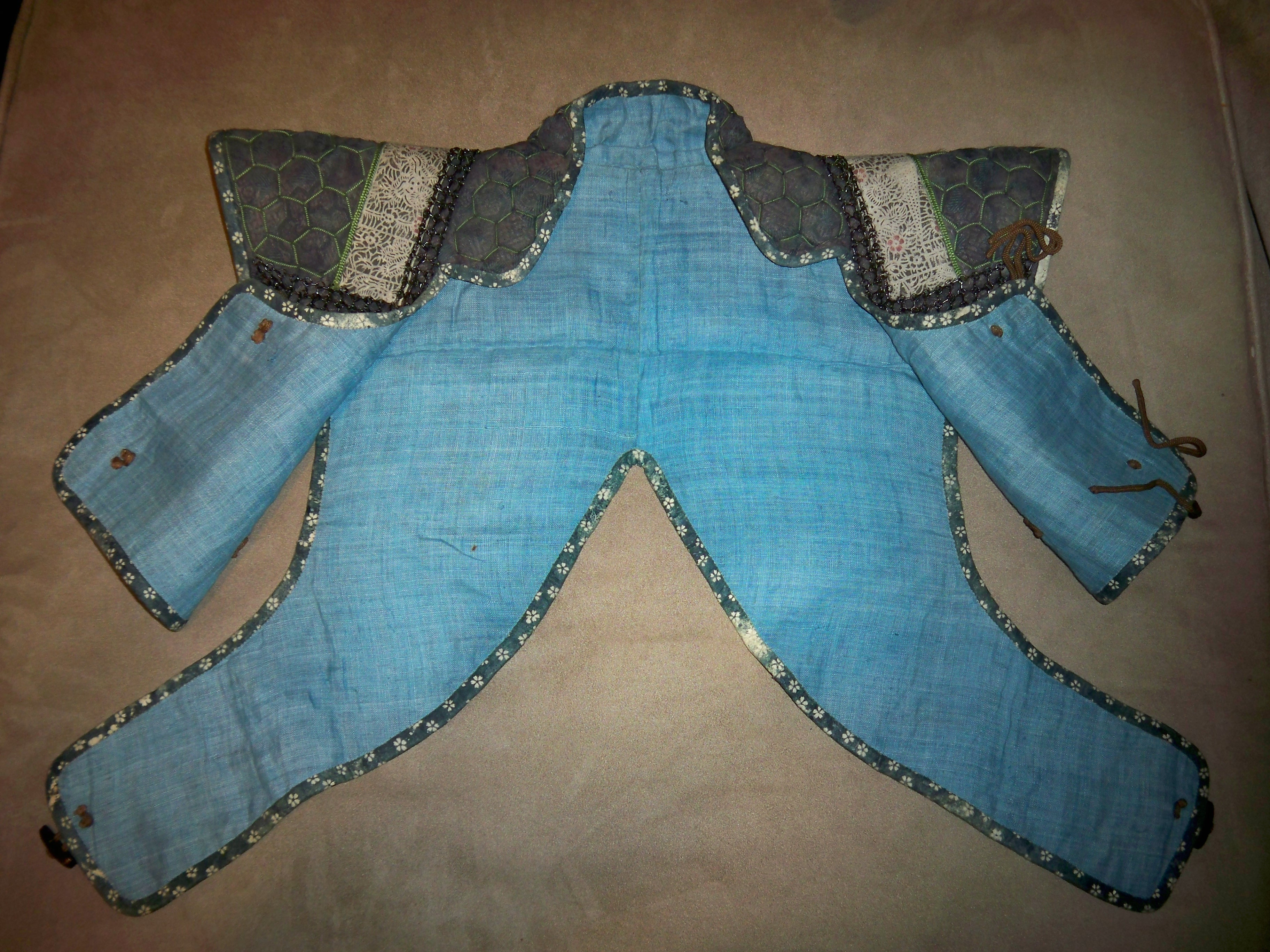
Manju no wa, couvre nuque intégré à des épaulettes sur certains costumes de samouraïs.
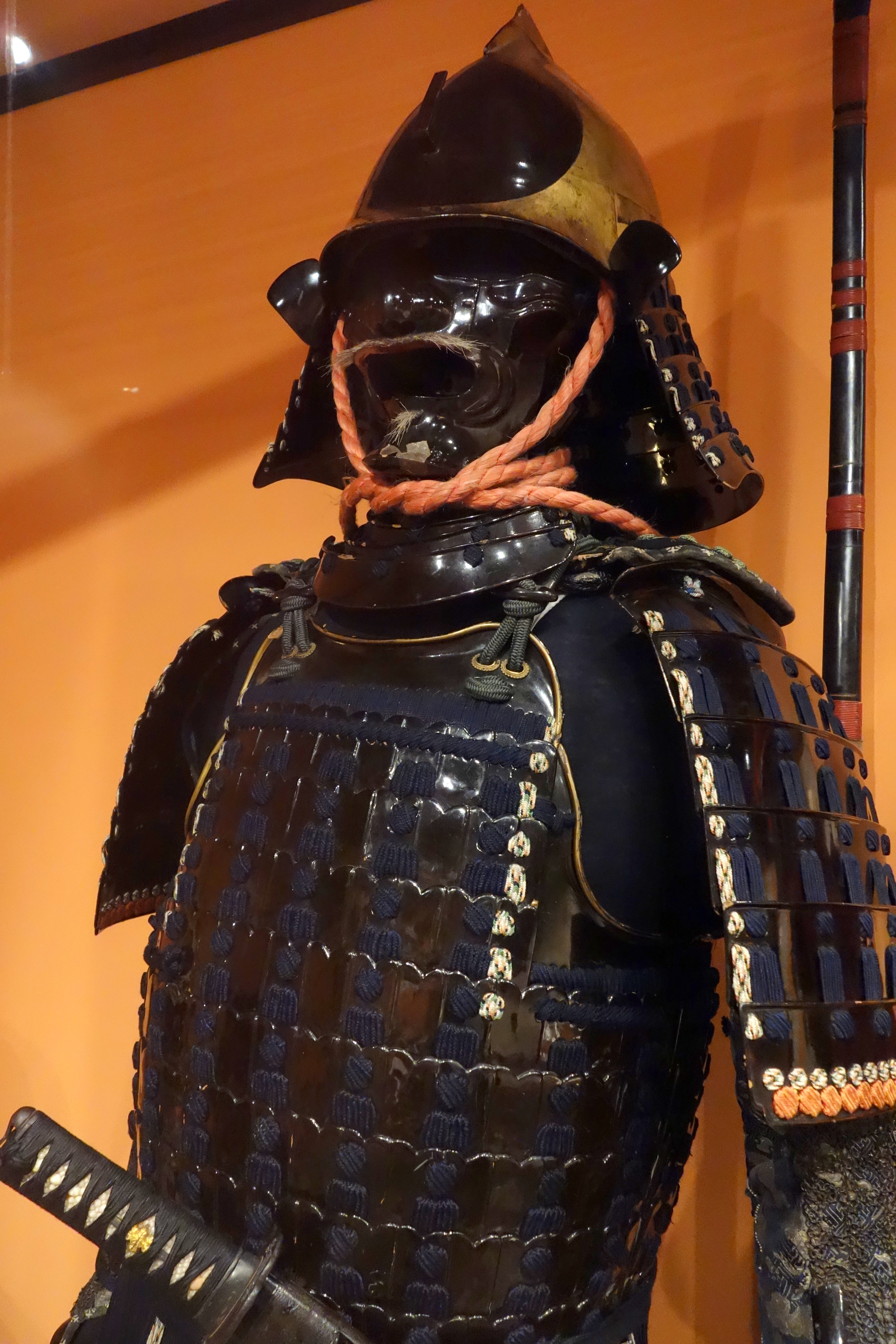
Couvre-nuque en plaques articulées sur un costume de samouraï du XVIIIe siècle*
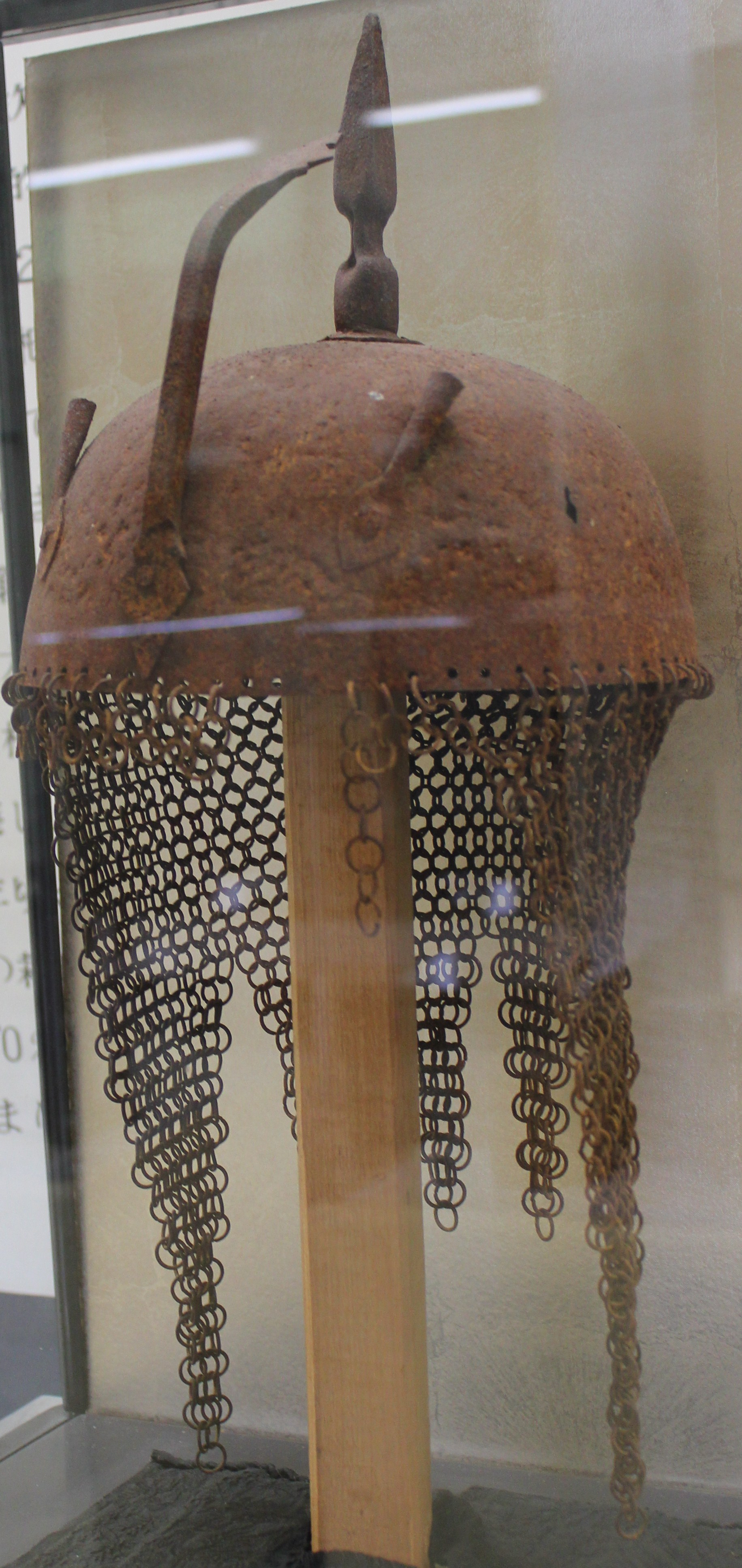
le couvre-nuque et les paragnathide sont d'une seule pièce de cotte de mailles sur ce Kulah khud, casque indo-persan.
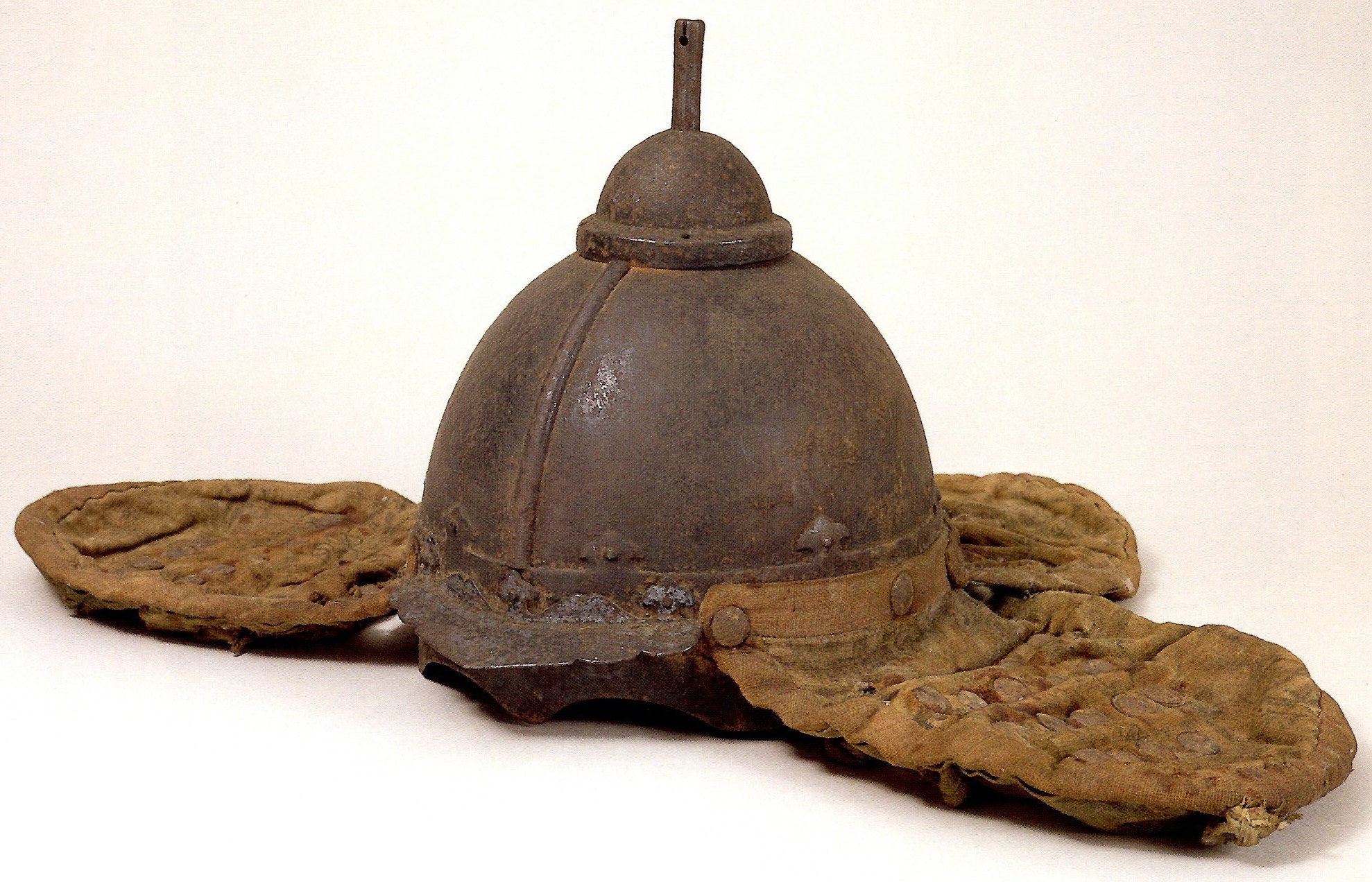
couvre-nuque et paragnathides souples en tissu renforcé de plaques de métal sur un casque militaire mongol de la dynastie Yuan